# محمدعلی نوراوغلو
محمدعلی نوراوغلو (انگلیسی: Mehmet Ali Nuroğlu؛ زادهٔ ۷ سپتامبر ۱۹۷۹) بازیگر اهل ترکیه است. وی از سال ۱۹۹۷ میلادی تاکنون مشغول فعالیت بوده‌است.
از فیلم‌ها یا برنامه‌های تلویزیونی که وی در آن نقش داشته‌است می‌توان به خواب زمستانی و روایت کارادنیز  اشاره کرد.